# Lucy (Sena Marítimo)
Lucy é uma comuna francesa na região administrativa da Normandia, no departamento de Sena Marítimo. Estende-se por uma área de 9,42 km². Em 2010 a comuna tinha 193 habitantes (densidade: 20,5 hab./km²).